# Goatcraft Torment
Goatcraft Torment ist das fünfte Album der norwegischen Band Urgehal.

## Titelliste
1. Goatcraft Torment – 04:00 (Text: Sorgar; Musik: Nefas)
2. Risus Sardonius – 05:14 (Text und Musik: Enzifer)
3. Antireligiøs – 06:15 (Text und Musik: Nefas)
4. Dødsmarsj Til Helvete – 04:18 (Text: Sorgar; Musik: Enzifer)
5. Satanic Black Metal in Hell – 04:33 (Text und Musik: Nefas)
6. Nefastus Nex Necis – 05:50 (Text und Musik: Enzifer)
7. Gathered Under the Horns – 05:08 (Text und Musik: Nefas)
8. Selvmordssalme – 06:00 (Text und Musik: Enzifer)
9. Sentiment of Chaos – 02:43 (Text: Sorgar; Musik: Enzifer)
10. Et Steg Nærmere Lucifer – 07:00 (Text und Musik: Nefas)

## Musikstil und Texte
Die Band blieb auf Goatcraft Torment bei ihrem simplen, traditionellen, nordischen Black Metal mit entsprechend am Satanismus orientierten Texten. Die Texte behandeln außerdem Themen wie Vergewaltigung, Mord und Nekrophilie. Wie auf ihren vorigen Veröffentlichungen ist ihr Stil nicht besonders originell. Die Musik ist aggressiv und basiert auf Thrash-Metal-Einflüssen, groove-lastigen Riffs im Stil von Craft und einzelnen Moll-Akkorden. Das Album wurde außerdem als „in der Schnittmenge aus ungefiltert rohem Black 'n Roll, gewohnt unauffälligem Norsecore sowie (überraschenderweise) rasanten Zitierungen aus der aktuellen Marduk-Ära“ angesiedelt beschrieben. Neben diesen Bands wurde die Band mit Immortal, Mayhem und Carpathian Forest verglichen, Gathered Under the Horns außerdem mit Venoms At War with Satan.

## Gestaltung
Das Cover bildet den Schriftzug der Band, einen Ziegenkopf und den Titel des Albums in Frakturschrift ab und erinnert an Venoms Black Metal und At War with Satan.

## Kritiken
Zahlreiche Kritiken machten sich über die ersten Worte des Titellieds, “This is Satanic Black Metal”, die angesichts der Gestaltung des Albums überflüssig seien, lustig, und fügten mitunter hinzu, niemand würde Goatcraft Torment John Denver zuschreiben oder „Volksmusik der Marke Peter Zinsli“ erwarten. Ebenso amüsierten sie sich über die Textzeile “Die for Satan” im Refrain desselben Lieds. In gleicher Weise wurde auch angesichts des Liedtitels Satanic Black Metal in Hell scherzhaft gefragt: „na was soll denn dort anderes gespielt werden, etwa James Blunt?“ Außerdem betonten sie, dass der Stil nicht originell sei.
Amikkus von Taakefrost bezeichnete das Titellied als „zwar gefällig flotten, lyrisch jedoch komplett bescheuerten Opener“, der „zwar auf gewisses Live-Potenzial“ hinweise, „auf Platte aber nur beschränkt“ zünde; dies gölte auch für einige andere Lieder, woran „das unpolierte, kompetent umgesetzte Klanggewand wie auch dreckig knallende Songs à la ‚Antireligiøs‘, die trotz aller bierselig auflehnender Attitüde den Spaß-Faktor nicht zu kurz kommen lassen, kaum was ändern“ könnten. Das größte Problem seien „Filler-Riffs, welche einfach nur noch ausgezehrt, zerfranst und alt klingen. Zu Dutzenden haben sie hier ihren streitbaren Platz eingenommen, um die Halbwertszeit des mitunter starken Werkes drastisch zu verkürzen. Somit bleibt ‚Goatcraft Torment‘ also für jene Klientel interessant, die an allzu todernster Musik keinen Gefallen findet und lieber einer kultigen Truppe als Schwermütlern Gehör schenkt. Dem Rest ist auf jeden Fall ein Probehören anzuraten, wenn man ‚Arma Christi‘ als Urgehals beste Scheibe ansieht.“ Die Seite Norsk Svart Metall bezeichnete die Band als „satanische Metal-Maschine, gut geölt und komplett ungezwungen gegenüber ihrer frevelhaften Kunst“. Rahn von Deadtide.com amüsierte sich über das Auftreten Urgehals mit Bondage-Maske, Corpsepaint, Stacheln etc., das er mit Horrorfilmkostümen minderer Qualität verglich. Es sei schade, dass diese „unreifen“ Requisiten nach vierzehn Jahren noch immer de rigueur seien. Enzifer sei „des Black Metals Antwort auf Pulp Fictions Gimp“ (in der deutschen Fassung des Films „Hinkebein“ genannt), während Uruz „der satanische Flavor Flav“ sei. Die Band habe mit Goatcraft Torment jedoch ein solides Album herausgebracht; sie habe wieder hier noch zuvor irgendetwas besonders originelles getan, aber es sei ein gut strukturiertes Album. Die Band erreiche niemals die Spitze der Stile, an denen sie sich orientiere, enttäusche oder schwanke angesichts ihrer über die Jahre gereiften technischen Fähigkeiten aber auch nicht.